# Bat for Lashes
Bat for Lashes, eredeti nevén Natasha Khan (London, 1979. október 25. –) pakisztáni gyökerekkel is rendelkező brit énekesnő, zeneszerző és zenész.

## Pályafutása
A zenei érdeklődésű Khan a brightoni egyetemen folytatott zene és vizuális művészetek tanulmányokat. Első megjelent száma a "The Wizard" volt, majd elkészítette "Fur and Gold" című debütáló albumát.
A nagy-britanniai és nemzetközi ismertséget második albuma, a 2009-ben megjelent "Two Suns" hozta el, amely az Egyesült Királyságban aranylemez lett. Az albumon található "Daniel" című száma vált a legnépszerűbbé, videóklipje az MTV legjobb videóklipjének jelöltjei között volt.

## Stílusa
Bat for Lashes számos stílust ötvöz zenéjében, befolyásolták olyan meghatározó énekesnő-dalszerzők mint Kate Bush, Stevie Nicks, PJ Harvey és Tori Amos, de merít az indie rock, barokk pop, elektronikus és a tradicionális zenei irányzatokból is.

## Albumok
- Two Suns
- The Hounted Man (2012)
- The Bride (2016).

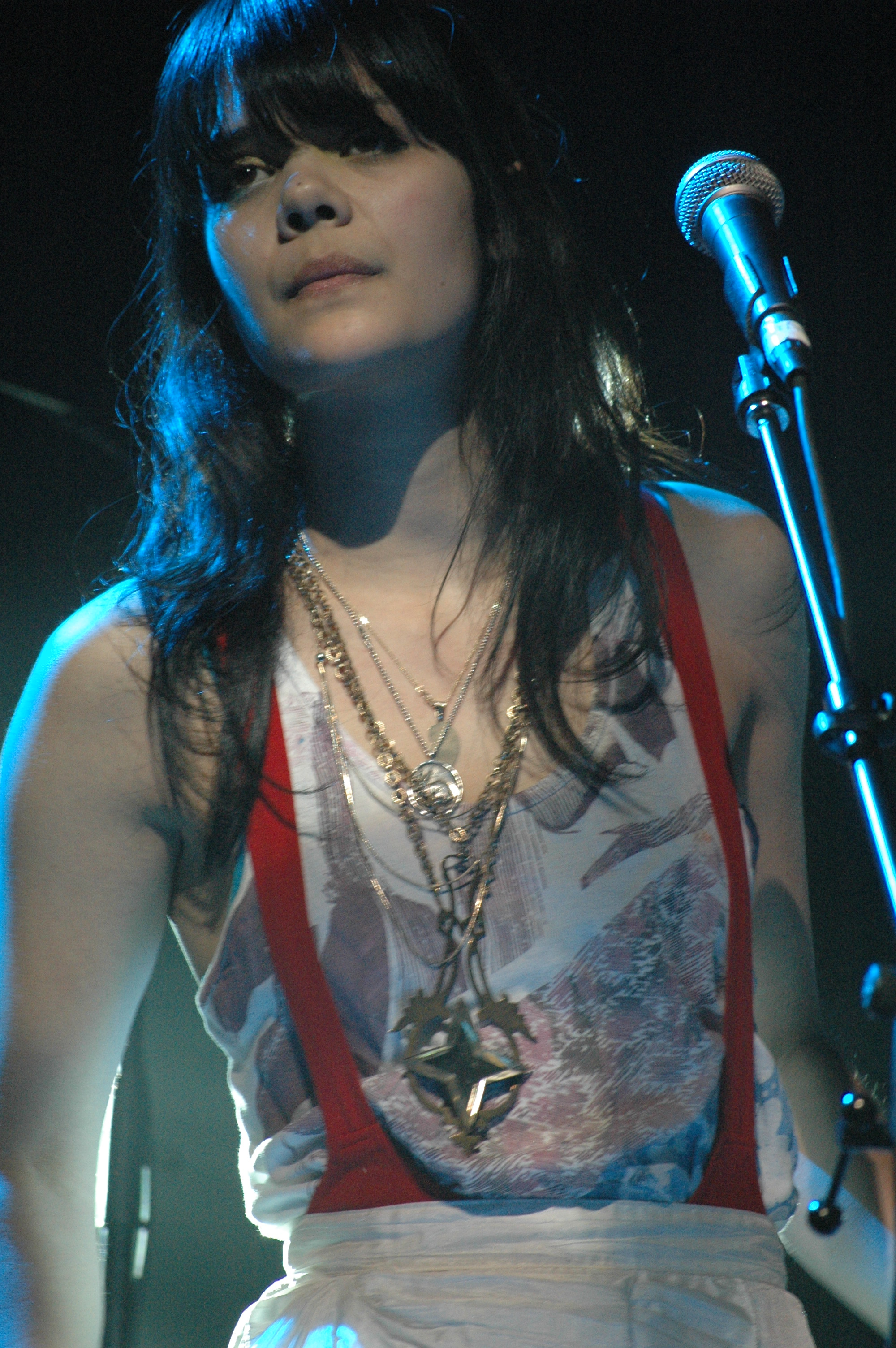
Bat for Lashes 2008-ban

  - Khan emellett részt vett a 2015-ös "Sexwitch" nevű alkalmi zenei projektben is, melynek egy albuma is megjelent.